# متحف الفن القديم والجديد
متحف الفن القديم والجديد هو متحف فني يقع في مدينة هوبارت، تاسمانيا، أستراليا، أفتتح المتحف في 21 يناير 2011.